# Инструктив
Инструктив — падеж в прибалтийско-финских языках (финском, эстонском) с базовым значением объекта-посредника (инструмента или средства).

## Инструктив в финском языке

### Образование
В финском языке инструктив образуется с помощью окончания -n. Оппозиция числовых форм в инструктиве практически утрачена (за исключением форм jalan:jaloin от jalka "нога"), и единственно возможная инструктивная форма представляет собой результат присоединения окончания к основе множественного числа. В современном языке семантика инструмента активно осваивается адессивом, а инструктив вытесняется из активной грамматики и оформляет замкнутый, хотя и многочисленный круг слов и выражений, т. е. адвербиализуется: ср. Kaivoin hiekkaa paljain käsin  (инструктив) vs. Kaivoin hiekkaa paljailla käsillä (адессив) "Я рыл песок голыми руками".

### Типичные употребления
Помимо базового значения, близкого к инструментальному, инструктив имеет и целый ряд второстепенных. Инструктив употребляется в:
выражениях с именами, обозначающими части тела:
- paljain päin "с голой головой" (букв. "голыми головами"), avojaloin "босиком", kaksin käsin "двумя руками", omin korvin "своими ушами", kynsin hampain букв. "когтями зубами", т. е. яростно, из всех сил, и др. (pitkin hampain, avosylin, ehjin nahoin, suin päin, kuivin jaloin, kyynelsilmin, kuivin suin, hajareisin, täysin sydämin, alla päin, nurin niskoin).

выражениях, обозначающие действия человека:
- pitkin askelin, kovin ottein, muutamin valituin sanoin, suurin ponnistuksin, iloisin mielin tai ilomielin, hartain mielin, suurin toivein, suurin luuloin, mielin kielin, suurin surmin, syrjäkarein.

выражениях со значением места:
- monin paikoin, näillä tienoin, toiselta puolen, näillä main

количественных выражениях:
- yksin kappalein, vähin erin, monin verroin, kaksin kerroin, tuhatmäärin, mielin määrin, hitusen, himpun verran, kolmisin, huom. myös yksin.

временных выражениях:
- hyvissä ajoin, mitä pikimmin.

Изолированные употребления:
- täysin purjein, ompeli tihein pistoin, hyrskyn myrskyn, hädin tuskin, niin muodoin.

Многие современные слова представляют собой застывшие формы инструктива:
- hiukan, harvoin, hitaammin, enemmän, alun perin, samoin, tarkoin, takaperin, niin, noin, näin, kuin, kuinka, aivan, tyystin, varsinkin, väkisin, läpikotaisin, oikein, ylen.

Формы второго инфинитива генетически восходят к инструктиву:
- tuli juosten, söi seisten, puhui huutaen.

Инструктив может образовываться в книжной речи и от форм третьего инфинитива при глаголе pitää "надлежать, следовать, быть необходимым" для обозначения объекта долженствования:
- katsotaan, mitä tuleman pitää.
- maaksi pitää sinun jälleen tuleman.